# Puimre
Puimre lub też Puyemre – był synem Puia i Nefer-iah. Piastował urząd urzędnika, drugiego proroka Amona oraz architekta faraon Hatszepsut. Żył w starożytnym Egipcie za czasów panowania jej i Totmesa III z XVIII dynastii. Puimre miał dwie żony – Seniseneb i Tenefert.

## Historia

### Życie świątynne
Najwcześniejsze zapiski dotyczące Puimre świadczą o tym, że zaczynał jako jeden z zarządców w świątyni Amona. Na początku do jego obowiązków należało zarządzanie stadami bydła oraz polami uprawnymi należącymi do kompleksu świątynnego. Z czasem wspinając się po szczeblach kariery świątynnej, z zarządcy został drugim prorokiem Amona. Żoną Puimre została Seniseneb, która w świątyni pełniła rolę odpowiadającą najwyższej kapłance, oraz była córką przełożonego swojego męża – Najwyższego kapłana Amona, Hapuseneba. W późniejszych latach swojej pracy w świątyni do jego codziennych obowiązków zaliczało się rejestrowanie łupów wojennych oraz danin, które były dostarczane do świątyni Amona. Gdy Totmes III objął samodzielną władzę awansował Puimre na urzędnika, któremu przypadały ważniejsze zadania, jednak nie odbierało mu to roli drugiego proroka.

### Architekt
Puimre był drugim najwybitniejszym architektem w swoich czasach, zaraz po Amenhotepie synie Hapu. Faraon powierzyła mu pracę nad powiększeniem kręgu świątynnego Mut w Karnaku. Wykonał on duży okrąg z białego złota oraz hebanu i dobudował dwie bramy wykonane z białego wapnia. Dostał też zadanie od Hatszepsut kierowania prac budowlanych nad jej świątynią, znaną też jako „Świątynie milionów lat”. Została ona wzniesiona w Deir el-Bahari, gdzie można odnaleźć zapisane na ścianach imię Puimre. Zlecono mu również w późniejszych latach wykonanie oraz, przetransportowanie trzech obelisków: Mencheperreseneb, Benimerit, Amenemone. Za czasów Totmesa III wzniósł on również olbrzymią liczbę świątyń.

### Grobowiec
Grobowiec Puimre oznaczony został jako – TT39. Znajduje się w El-Khokha – części Teb zachodnich, znajdujących się na lewym brzegu Nilu. Ukazano tam jak Puimre przyjmuje dary dla faraona od ludzi z krajów wschodnich. Można znaleźć też sceny, na których przyjmuje on od mieszkańców Puntu tak wyszukane ofiary jak złoto, heban, mirrę czy kość słoniową.